# ملوك الطوائف (مسرحية)
ملوك الطوائف هي مسرحية غنائية لبنانية ألفها ولحنها منصور الرحباني، وأخرجها مروان الرحباني وشارك في تلحينها إلياس الرحباني ومروان الرحباني وغدي الرحباني وأسامة الرحباني. وصمم الرقصات فيلكس هاروتيونيان. وهي من بطولة غسان صليبا وكارول سماحة وتتحدث المسرحية عن صراع ملوك الطوائف في الأندلس بين بعضهم البعض. 
عرضت المسرحية للمرة الأولى في بيروت عام 2003، ثم في الدوحة عام 2010، وأعيد عرضها في لبنان عام 2016 ثم في تونس عام 2019 ضمن مهرجان قرطاج الدولي. وفي نسخها الأخيرة الثلاث لعبت دور البطولة بدلا عن كارول الفنانة اللبنانية هبة طوجي.

## القصة
تقع أحداث المسرحية في الأندلس، وهي تتناول الحقبة التي ظهرت فيها دويلات صغيرة تناحرت بينها وبين بعضها على أنقاض الدولة الأموية في اسبانيا. وهي تقوم على قصة حب بين ملك إشبيلية المعتمد بن عباد واعتماد الرميكية التي كانت خادمة القصر ثم أصبحت سيدته.

## عرض المسرحية
لحّن منصور الرحباني المسرحية وشاركه في التلحين أولاده في حين لحّن شقيقه الأصغر إلياس الرحباني أغنية واحدة. افتتحت المسرحية في كازينو لبنان في بيروت في 13 فبراير 2003. وعُرضت فيه لثمانية أشهر متتالية. وعُرضت المسرحية أيضا في «مسرح قطر الوطني» في الدوحة بقطر في 10 ديسمبر 2010 بمناسبة فعالية الدوحة عاصمة الثقافة العربية 2010. ومثلت هبة طوجي دور اعتماد الرميكية زوجة المعتمد بن عباد عوضا عن كارول سماحة. ثم أعيد عرضها في لبنان ضمن مهرجانات (ليالي أرز تنورين) عام 2016، وعرضت في تونس عام 2019 في مهرجان قرطاج الدولي.

## تمثيل
- غسان صليبا، المعتمد بن عباد ملك إشبيلية وقرطبة
- هبة طوجي، اعتماد الرميكية
- بول سليمان، ابن عمّار، وزير المعتمد بن عباد
- نادر خوري، عبد الملك، أمير قرطبة
- .........، وداد، جارية من جواري المعتمد بن عباد
- نزيه يوسف، سفير الملك ألفونسو السادس
- ..........، الوزير والشاعر ابن زيدون
- جيلبير جلخ، الباز الأزرق
- .........، رودريغو، عازف
- ........، أمير طليطلة المأمون بن ذي النون
- .......، ملك قشتالة وليون الفونسو السادس
- .......، ملك اشبيلية
- أسعد حداد، القائد خلف بن نجاح
- .......، قاضي الجماعة في قرطبة
- نزيه يوسف، يوسف بن تاشفين، ملك البربر
- .......، أمير غرناطة عبد الله
- ......، ملك سرقسطة

## وصلات خارجية
- ملوك الطوائف في السينما.كوم
- مشاهدة المسرحية كاملة